# 兰贝托·迪尼

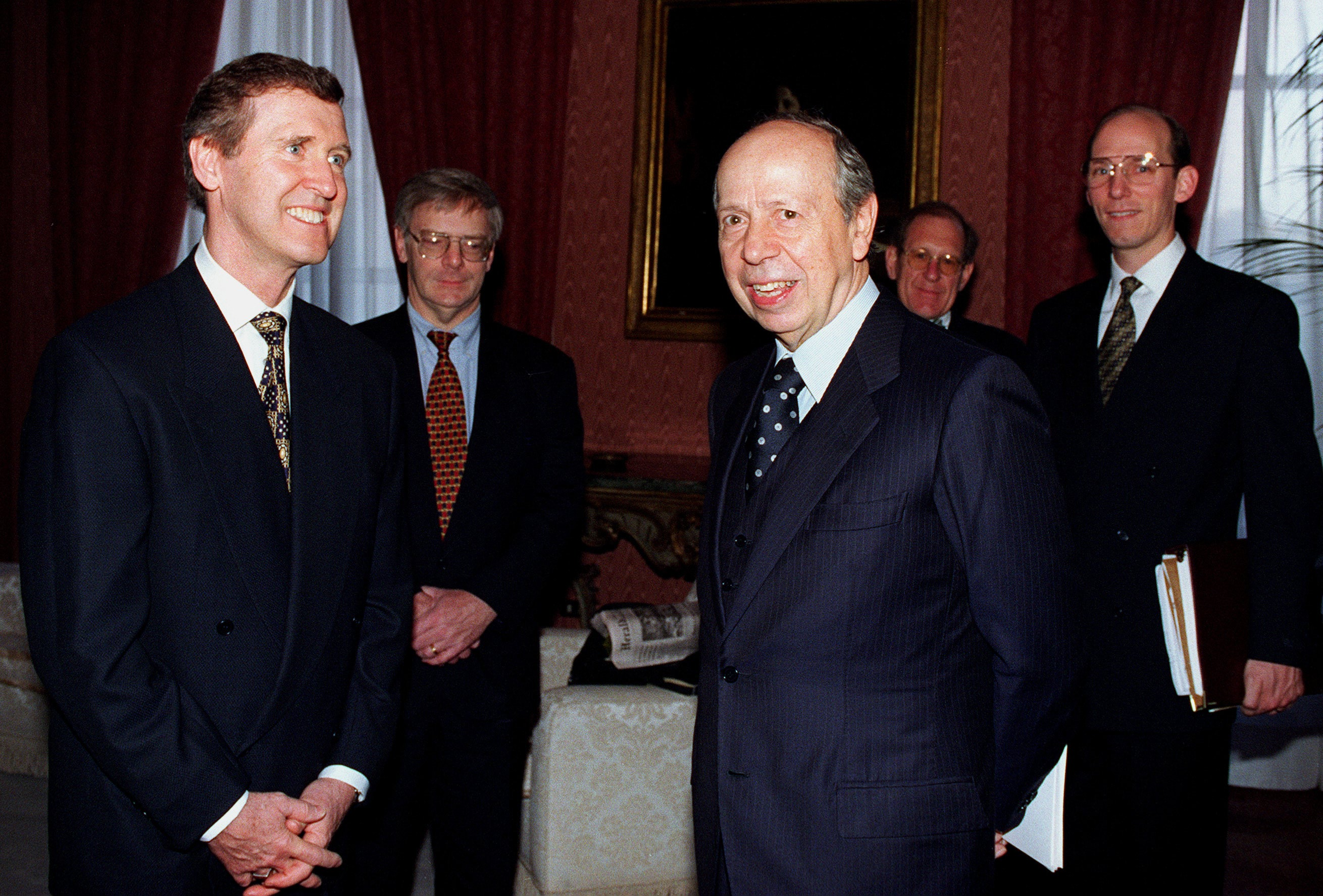
兰贝托·迪尼（右）和時任美國國防部長威廉·科亨（左）

兰贝托·迪尼（Lamberto Dini，1931年3月1日—），意大利政治家及經濟學家，曾任總理。

## 生平
生于意大利的佛罗伦萨，具有一定的行政經驗，曾加入國際貨幣基金組織，1993年接替卡洛·阿泽利奥·钱皮任義大利央行行长。

## 政治生涯
1994年5月，他加入由時任意大利总理貝盧斯科尼領導的首屆中右翼聯盟內閣，出任國庫部長，其後在12月貝盧斯科尼政府由於失去北方聯盟的支持而被迫下台，其後在貝盧斯科尼的支持下，他於1995年1月17日籌組自意大利天主教民主黨1993年倒台以來第二個無黨派技術官僚政府，雖然他並非左派的支持者，但支持他的內閣的大部分是左派政黨，而支持貝盧斯科尼的右翼政黨意大利力量黨及聯盟全部投下反對票。
1996年大選，中左翼聯盟首次取得勝利，他組建自己的中間派政黨，並加入內閣，於1996年至2001年任外交部长。
2007年，因拒絕併入新成立的民主黨，退出中左翼聯盟，並於2008年1月24日支持對普羅迪的不信任動議。
2008年，加入由貝盧斯科尼領導的中右翼自由人民黨。